# Batumalai Rajakumar
Batumalai Rajakumar (né le 10 décembre 1964) est un athlète malaisien, spécialiste du 800 mètres.

## Biographie
Il remporte la médaille d'or du 800 mètres lors des championnats d'Asie 1985, à Djakarta, en établissant la meilleure performance de sa carrière en 1 min 47 s 37.

### Palmarès
| Date | Compétition         | Lieu     | Résultat | Épreuve | Performance   |
| ---- | ------------------- | -------- | -------- | ------- | ------------- |
| 1985 | Championnats d'Asie | Djakarta | 1er      | 800 m   | 1 min 47 s 37 |

### Records
| Épreuve | Performance   | Lieu     | Date              |
| ------- | ------------- | -------- | ----------------- |
| 800 m   | 1 min 47 s 37 | Djakarta | 26 septembre 1985 |